# سبخة الغرة
سبخة الغرّة هي سبخة تقع بين ولايتي المهدية وصفاقس، من الوسط الشرقي التونسي، جنوب غربي مدينة الجم.
| سبخة الغرة |